# Deathstalker 2
Deathstalker II, también conocida como Deathstalker II: Duel of the Titans —en España, Deathstalker II: Duelo de titanes o El último guerrero 2; en Argentina, El cazador de la muerte II—, es una película argentina-estadounidense de acción y aventura de 1987 dirigida por Jim Wynorski. Es una secuela de la película de culto Deathstalker.

## Sinopsis
La princesa Evie del reino Jzafir es poseída por el hechicero Jerak, quien crea un clon malvado de Evie. A través del clon, Jerak y su voluptuosa y peligrosa aliada Sultan gobiernan Jzafir. La verdadera Evie escapa del control de Jerak, y haciéndose pasar por una reina llamada Seer alista la ayuda del reconocido héroe Deathstalker. Juntos luchan contra las fuerzas del mal para recuperar el reino de Evie.

## Reparto
| Actor                 | Personaje                      |
| --------------------- | ------------------------------ |
| John Terlesky         | Deathstalker                   |
| Monique Gabrielle     | Reina Seer/Princesa Evie       |
| John Lazar            | Jarek el hechicero             |
| Toni Naples           | Sultana                        |
| María Socas           | Reina del Amazonas             |
| Marcos Woinsky        | Pirata                         |
| Dee Booher            | Luchadora Campeona del Amazona |
| Jacques Arndt         | Alto Sacerdote                 |
| Carina Davi           | Chica del Amazonas             |
| Jim Wynorski          | Soldado                        |
| Douglas Mortimer      | Hombre Blanco                  |
| Maria Luisa Carnivani | Mujer Guardiana                |
| Leo Nichols           | Pirata #1                      |
| Frank Sisty           | Pirata #2                      |
| Red Sands             | Pirata #3                      |
| Dan Savio             | Pirata #4                      |
| William Feldman       | Pirata #5                      |
| Nick Sardansky        | Víctima de Evie                |